# 明石内記
明石 内記（あかし ないき）は、安土桃山時代から江戸時代前期の武将。父は明石全登。

## 経歴
大坂城落城後は陸奥気仙郡高田村（現在の岩手県陸前高田市）に落ち延び、キリスト教の布教をする。内記は菊池家へ入り、伊出村で鉄砲の製造を行った。1638年（寛永15年）幕府は仙台藩に内記の捕縛を命じ、江戸への送還途中、宇都宮で病死（抹殺とも）。